# Tičarjev dom na Vršiču
Tičarjev dom na Vršiču (1620 m) je planinska postojanka, ki stoji tik ob cestnem prelazu Vršič. Upravlja ga Planinsko društvo Jesenice.

## Zgodovina
Tičarjev dom na Vršiču ima več kot stoletno bogato in zanimivo zgodovino. Prvo kočo na tem mestu je kot protiutež nemško avstrijski Vossovi koči na Vršiču (današnja Erjavčeva koča) zgradilo Slovensko planinsko društvo (SPD) na pobudo in ob pomoči Josipa Tičarja (1875–1946), predsednika kranjskogorske podružnice SPD. »Slovenska koča« je bila odprta 4. avgusta 1912. Med prvo svetovno vojno so jo zasedli avstrijski vojaki, med obema vojnama pa italijanski financarji. Po drugi svetovni vojni so kočo v zelo slabem stanju prevzeli jeseniški planinci. Po obsežnem popravilu je bila odprta 15. septembra 1946. Po smrti Josipa Tičarja, očeta slovenskega planinstva v Gornjesavski dolini in soustanovitelju Gorske reševalne službe (GRS), so jo preimenovali v Tičarjev dom.
Zaradi dotrajanosti so na starih temeljih zgradili nov sodoben objekt, sedanji Tičarjev dom, in ga 31. julija 1966 predali namenu. 50-letni jubilej so praznovali v soboto 23. julija 2016.

## Opis
Tičarjev dom na Vršiču ima v sobah 34 ležišč in na skupnih ležiščih 26 postelj. V jedilnici z dvema prostoroma je 93 sedežev, zunaj pred kočo je 110 sedežev. Dom ima sanitarije, umivalnico in prho s toplo in mrzlo vodo v kletnih prostorih in nadstropju. Gostinske prostore ogrevajo s kmečko pečjo. V domu je tekoča voda, elektrika, telefon in prodajalna spominkov in razglednic.

## Dostopi
- 12 km iz Kranjske Gore
- 12 km iz vasi Na Logu v Trenti (Bovec)
- 3 h: od Doma v Tamarju (1108 m) čez Grlo
- 3½ h: od Doma v Tamarju (1108 m) čez Sleme
- ¼ h: od Erjavčeve koče na Vršiču (1525 m)
- 2 h: od Koče pri izviru Soče (886 m)

## Prehodi
- 6-7 h: do Pogačnikovega doma na Kriških podih (2050 m) po transverzali
- ¼ h: do Poštarskega doma na Vršiču (1688 m)
- 4h: do Zavetišča pod Špičkom (2064 m)

## Vzponi na vrhove
- 7 h: Jalovec (2645 m), po Slovenski planinski poti
- 5.30 h: Jalovec (2645 m), pod Goličico, (Zelo zahtevna pot)
- 2 h: Mala Mojstrovka (2333 m), čez južna pobočja (Zahtevna pot)
- 2.30 h: Mala Mojstrovka (2333 m), po Hanzovi poti (Zelo zahtevna pot)
- 4 h: Prisank (2547 m), po Kopiščarjevi (Jeseniški), 4.00 h (Zelo zahtevna pot)
- 5.30 h: Prisank (2547 m), po Jubilejni (Zelo zahtevna pot)
- 6.30 h: Razor (2601 m), prek južnih pobočij Prisojnika (Zelo zahtevna pot)
- 1.30 h: Slemenova špica (1911 m) (Lahka pot)